# Blade - La serie
Blade - La serie (Blade: The Series) è una serie televisiva dedicata a Blade, personaggio dei fumetti Marvel Comics, già protagonista di una trilogia cinematografica di successo.
La serie vede Blade interpretato dal rapper Kirk Jones conosciuto meglio come Sticky Fingaz, che prende il posto di Wesley Snipes che lo aveva interpretato al cinema.
La serie è stata prodotta da David S. Goyer, sceneggiatore dei tre film nonché regista del terzo. L'episodio pilota, diretto da Peter O'Fallon è stato scritto proprio da Goyer insieme al famoso sceneggiatore di fumetti Geoff Johns. La serie inizia dopo gli eventi accaduti in Blade: Trinity.
New Line Cinema (insieme a Warner Bros.) è il distributore di questa serie in quanto aveva i diritti di distribuzione prima dell'acquisizione Disney della Marvel.

## Trama
Blade è un semi-vampiro diurno che riesce a controllare la sua sete di sangue. La madre, in ospedale, è stata morsa ed è morta; Blade, essendo nato metà vampiro e metà umano sopporta la luce solare (il fatto di non essere un vampiro a tutti gli effetti attira su di lui l'odio dei sangue puro). Blade vuole sfruttare i propri poteri sovrannaturali per salvare l'umanità dalle forze demoniache vampiriche che si aggirano di notte, e per questo si allea con Troy detto l'ultimo vampiro perché egli è l'unico vampiro buono ad aiutare Blade nella sua missione.
Blade è a capo di un'organizzazione in cui viene coinvolta l'attraente Krista Starr, ex-militare motivata nella lotta contro i fanatici succhia-sangue per vendicare la morte di suo fratello, che lo aiuta a combattere i vampiri che vogliono conquistare il mondo. Tra questi ci sono Marcus Van Schiver e Chase, la sua fidata compagna che lo segue nella sua campagna di dominio tra i vampiri.
Marcus è alla ricerca di un vaccino che renda i vampiri immuni dalle loro debolezze, come l'aglio e l'argento, e vampirizza Krista per farla unire alla sua causa. Ma Blade le inietterà immediatamente il siero che mette sotto controllo la sua natura da vampira, ingaggiandola, a proprio favore e vantaggio, perché si infiltri nell'organizzazione di Marcus, carpendo informazioni utili per sventare la creazione del vaccino.
Intanto, Charlotte, vampira e sangue puro, con l'aspetto di una bambina sui dieci anni, vede poco chiaro nei piani di Marcus e indaga. Ma verrà uccisa da Blade, dopo aver infettato un agente di polizia che l'aveva scambiata per una ragazzina in difficoltà, impedendole così di fermare Van Schiver.
La ricerca sul vaccino è ormai in fase di stallo: Krista continua a combattere contro la sua natura fino a uccidere Chase, la fidanzata di Marcus che egli stesso poi detestava in realtà, ma poi Marcus le fa capire, afferrandola bruscamente per il collo, di aver sempre saputo del suo doppio gioco con Blade, e uccide brutalmente Troy che vede Marcus prendere per il collo Krista, e ne fa sparire il corpo.

## Episodi
| Stagione       | Episodi | Prima TV originale | Distribuzione Italia |
| -------------- | ------- | ------------------ | -------------------- |
| Prima stagione | 13      | 2006               | 2008                 |

## Personaggi e interpreti

### Personaggi principali
- Eric Brooks / Blade, interpretato da Sticky Fingaz e doppiato da Roberto Pedicini. 
  - Eric Brooks da bambino è interpretato da Jon Kent Ethridge.
- Krista Starr, interpretata da Jill Wagner e doppiata da Claudia Catani.
- Shen, interpretato da Nelson Lee e doppiato da Oreste Baldini.
- Marcus Van Scriver, interpretato da Neil Jackson e doppiato da Francesco Bulkaen.
- Chase, interpretata da Jessica Gower e doppiata da Alessandra Cassioli.

### Umani ricorrenti
- Robert Brooks, interpretato da Richard Roundtree. (Robert Brooks da giovane è interpretato da Colin Lawrence).
Padre di Eric Brooks che diventa Blade. Dopo che sua moglie Vanessa è stata attaccata da Diacono Frost e ha dato alla luce il loro figlio metà umano e metà vampiro, Robert ha cercato di prendersi cura di suo figlio nonostante le difficoltà della brama di sangue di suo figlio. Alla fine, Eric scappa quando pensa che Robert lo stia tradendo. Anni dopo, Blade incontra Robert che cerca di fare ammenda con suo figlio per il passato, ma lo rifiuta freddamente.
- L'agente Ray Collins, interpretato da Larry Poindexter.
Agente dell'FBI la cui famiglia fu uccisa da un serial killer. Inizialmente stava seguendo una serie di omicidi legati al detective Brian Boone quando si rese conto dei legami con i vampiri. Collins fu licenziato dall'FBI dal suo capo, che era un familiare. Dopo aver sparato, Collins trovò Blade e lo aiutò a rintracciare un aereo abbattuto contenente la purosangue Charlotte. Collins è stato morso da Charlotte, che lo ha ingannato e poi sanguinato. Collins implorò Blade di ucciderlo prima che si girasse, cosa che Blade fece con un paletto d'argento sul cuore.
- Caino, interpretato da Ryan Kennedy.
Ex familiare, è il più potente commerciante di ceneri di Detroit. La sua conoscenza del mondo dei vampiri gli ha permesso di accumulare facilmente un impero della droga attraverso il quale guadagna un bel po' di soldi. Un po' di cenere di vampiro si può vendere per migliaia di dollari, ancora di più se proviene da un sangue puro. Caino attirò l'attenzione di Blade attraverso padre Carlyle, che all'epoca trattava i tossicodipendenti di cenere. Caino attirò anche l'attenzione della Camera di Cthon incenerendo Winston, un alto funzionario che era stato inviato per assicurarsi che il progetto Aurora funzionasse. Dopo un attacco al suo magazzino da parte sia di Blade che della Casa di Chthon, Caino fuggì. L'ultima volta è stato visto picchiato e interrogato da Blade. Invece di ucciderlo comunque, Blade lo incoraggiò a continuare a incenerire i vampiri.
- Il professore Melvin Caylo, interpretato da Randy Quaid.
Professore caduto in disgrazia che Krista Starr cercò mentre investigava sulla morte di suo fratello. Gli portò una fiala di cenere di vampiro e un disegno di un glifo, le spiegò che suo fratello era un familiare della Casa di Chthon. Il professor Caylo le ha anche dato informazioni sul cacciatore di vampiri Blade. Era un uomo molto paranoico e ubriaco, costrinse i visitatori ad esporre braccia e collo prima di entrare in casa (per controllare i glifi) e teneva anche una grande quantità di aglio appeso alla sua porta. Quando Krista gli chiese se avesse bisogno di un campione di cenere come prova, le mostrò la mano con le cifre mancanti. Il nome è un riferimento a Mel Caylo, un editore di Wizard Magazine, una pubblicazione che spesso copre il creatore della serie Geoff Johns. Quaid non era accreditato per il suo ruolo.
- Il reverendo Carlyle, interpretato da William MacDonald.
Era un sacerdote scomunicato che gestiva un ministero di piccola strada per i tossicodipendenti. Blade andò da lui per informazioni sulle ceneri e "donò" denaro che prese da un commerciante di ceneri. Carlyle non approvò i metodi di Blade e lo fece rapire dai Bad Bloods. Il padre cercò di ragionare con Blade e di dissuaderlo dall'omicidio, ma fu lui stesso ucciso dai Bloods dopo che ottennero Blade e non avevano più bisogno del Padre.
- L'ufficiale Donny Flannigan, interpretato da Peter Hall (ufficiale Donny Flannigan da giovane è interpretato da Elias Toufexis).
Era un ufficiale di polizia locale nel quartiere di Blade quando era giovane. Quando Blade sarebbe fuggito, avrebbe radunato il giovane escursionista e lo avrebbe restituito a suo padre. Flannigan ha anche collegato il padre di Blade con Abraham Whistler, che ha testato il ragazzo. Flannigan ha contribuito a nascondere ciò che è accaduto nel negozio del signor Taka quando Blade ha ucciso alcuni rapinatori. Lo stesso Flannigan fu ucciso anni dopo da Steppin 'Razor, che stava dando la caccia alla gente della giovinezza di Blade e uccidendoli. L'ufficiale fu ucciso allo stesso modo di uno dei ladri.
- Shen, interpretato da Nelson Lee e doppiato da Oreste Baldini.
Scaltro armaiolo di Blade. Produce le armi che Blade usa nella sua caccia ai vampiri. Shen è anche un esperto di elettronica e usa le sue capacità per hackerare le reti di computer per informazioni sui vampiri e sui loro affari. Non viene rivelato gran parte del background di Shen se non che sua sorella è stata uccisa dai vampiri, e che Blade lo sta aiutando a rintracciare quei vampiri in modo che Shen possa ucciderli. Shen crea anche il siero di Blade per lui e sa parlare e leggere la lingua dei vampiri.
- Taka, interpretato da Hiro Kanagawa.
Era il proprietario di un negozio di alimentari nel quartiere di Blade quando era giovane. Blade sgattaiolava fuori dalla sua camera chiusa a chiave per giocare a scacchi con il signor Taka nel parco. Quando il giovane Blade fuggì definitivamente da casa, andò prima nel negozio del signor Taka ma interruppe una rapina. Il signor Taka è stato ferito dai ladri e il padre di Blade ha sparato. Infuriato, Blade attaccò e uccise i ladri prima di scappare per sempre. Il signor Taka è stato ucciso da Steppin 'Razor dopo l'agente Flannigan.
- Tucker Moffet, interpretato da Tom Butler.
Architetto e un vampiro familiare. Fu assunto da Marcus Van Sciver per rimodellare il sito del conclave purosangue per renderlo pronto per la dispersione del virus Aurora. Tucker a un certo punto arrivò a Marcus con un elenco di richieste, Marcus uccise l'assistente di Tucker e lo minacciò. Quando Tucker alla fine ebbe finito il lavoro, Marcus lo ricompensò con una prostituta. Blade rintracciò Tucker e strappò uno dei suoi occhi per usarlo per accedere al sito del conclave.
- Zio Pat McCallum, interpretato da Don Thompson.
Era lo zio di Krista Starr. Quando Krista tornò dall'esercito e fu respinto da Marcus Van Sciver, lo zio Pat si prese cura di rintracciarla e dirle che sua madre stava morendo. Anche lo zio Pat provocò una scena con Marcus, poiché credeva che Marcus stesse dando droghe a Krista per tenerla agganciata. Lo zio Pat fu ucciso dalla madre di Krista dopo che fu trasformata in un vampiro da Krista. Blade decapitò lo zio Pat per impedirgli di diventare anche un vampiro.
- Vanessa, interpretata da Sonja Bennett.
Era una giovane donna che fu avvicinata dal dottor Vonner come madre surrogata. Pensava di portare un bambino per qualcuno che non poteva avere figli, in realtà stava incubando l'Aurora Virus nel suo grembo. Blade rapì Vanessa e la portò da un medico a Parigi che stabilì che non era incinta e rimosse il virus, rendendola sterile. Vanessa fu contrabbandata clandestinamente e presumibilmente scomparve. Vanessa era anche il primo nome della madre umana di Blade.
- Il dottor Vonner, interpretato da Andrew McIlroy.
Era il medico assunto da Marcus Van Sciver per aiutare a progettare il virus Aurora. La dottoressa Vonner era un'ostetrica che prese giovani donne selezionate e impiantò i loro ventri con un incubatore di virus anziché un bambino. Il dottor Vonner gestiva anche un laboratorio di test precoce per Marcus, dove i vampiri armayan venivano torturati e sperimentati. Il dottor Vonner si suicidò con una pistola per evitare di essere catturato da Blade.
- Zach Starr, interpretato da David Kopp.
Era il fratello di Krista Starr. Conosceva Marcus Van Sciver e lavorava anche come doppio agente per Blade. Marcus venne a conoscenza del tradimento di Zach e lo ingannò in un incontro al porto. Zach pensò che alla fine sarebbe stato trasformato in un vampiro, invece Marcus gli sparò alla testa e scaricò il suo corpo. Da allora Zach è apparso in visioni a sua sorella, dove la incoraggia a continuare il suo lavoro con Blade.
- Viola Watkins, interpretato da BJ Harrison (da giovane, Robinne Fanfair).
Era un'infermiera che stava frequentando il padre di Blade quando Blade era giovane. Aiutò suo padre a ottenere sangue per nutrire la sete di Blade. Usava anche il sangue del padre di Blade. Fu cacciata anni dopo da Steppin 'Razor, che stava uccidendo tutti dal passato di Blade per scovare Blade dal nascondiglio. Blade e Shen la salvarono a malapena dall'annegamento. Rivelò a Blade che suo padre non era morto, ma in realtà lo stava cercando.

### Vampiri ricorrenti
- Il detective Brian Boone, interpretato da Bill Mondy.
Era un conoscente di Marcus Van Sciver. Ha usato la sua influenza come ufficiale di polizia per aiutare i vampiri a coprire i loro crimini e anche per assicurare nuovi esseri umani per l'alimentazione. Boone fu attraversato due volte da Marcus, che lo diede a Krista Starr. Boone si svegliò in una struttura di collaudo per il Progetto Aurora e fuggì, facendo una follia omicida che si concluse quando un gruppo di Chthon lo bloccò in un incontro con la Casa dell'Armaya. Chase pensava di aver ucciso Boone attraverso una porta, infatti si nascondeva dietro un altro vampiro che era stato ucciso. Boone è fuggito e non è stato visto da allora.
- Alex, interpretato da Kavan Smith.
Era un purosangue della Casa di Erebus. Una volta, 63 anni prima, Alex era stato alzato da Chase. Alex e Chase hanno trascorso una notte insieme a Las Vegas, il che è stato un richiamo per attirare Alex a Detroit. La seguì a Detroit e tentò di acquistare Chase da Marcus per $4 milioni. Si è rivelato essere un doppio strato e hanno usato Alex come test di sangue puro per il Progetto Aurora. È stato ucciso dal riuscito test del virus.
- Fritz, interpretato da David Palffy.
Era un associato del lavoro di Marcus Van Sciver che faceva il lavoro muscolare di Marcus. Un vampiro fisicamente imponente e forte, ha implorato Marcus di essere il soggetto di prova per Aurora, e gli è stato iniettato il vaccino. Fritz ottenne l'immunità da aglio, argento e luce solare a seguito del vaccino. Nel disperato tentativo di mettere alla prova il suo nuovo potere, ingaggiò Blade in un combattimento che si concluse con un pareggio. A Fritz fu quindi ordinato a Praga di mostrare i suoi nuovi talenti per il consiglio di amministrazione di Chthon. Sulla sua strada, Fritz sentì Blade attaccare una squadra d'assalto Chthon e sfidò Marcus andando lì per combattere Blade. Questa volta, Blade prese il sopravvento e stava per catturare Fritz quando Krista Starr intervenne e decapitò Fritz.
- Glynnis, interpretata da Jody Thompson. Era l'assistente di Charlotte e guidò le indagini su Marcus Van Sciver e il Progetto Aurora. Glynnis scoprì che Marcus si stava appropriando in modo inappropriato del denaro e lo riferì a Charlotte. Ha anche rintracciato Krista Starr e scoperto che Krista stava lavorando per Blade. Glynnis interruppe Krista mentre Krista trasformava sua madre, nella lotta che scoppiò Glynnis fu incenerita da Krista che usò uno specchio argentato per perforare il suo cuore.
- Sands, interpretato da Ryan Robbins.
Era un vampiro della casa di Erebus che fu catturato da Marcus Van Sciver e utilizzato negli esperimenti Aurora. Alla fine fu sfigurato dagli esperimenti e per ragioni inspiegabili non si rigenerò mai. Sands ha portato Blade al sito dell'esperimento e Blade lo ha lasciato andare in cambio. Alla fine Sands trovò la sua strada per Damek e gli fece sapere cosa stava facendo Marcus ai vampiri armayan. Gli è stato mostrato l'ultima volta che torna nella limousine di Damek.
- Steppin Razor, interpretato da Bokeem Woodbine.
Era il capo della banda di strada di Bad Bloods. Un killer hardcore, SR ha accolto il giovane Blade dopo essere fuggito da suo padre. SR è quello che ha dato a Blade i tatuaggi sul suo corpo. SR ha usato Father Carlyle per rintracciare Blade e vendicarsi del morso di Blade e trasformarlo in un vampiro. SR stava tatuando i membri della banda una notte quando la sete prese possesso di Blade, morse alcuni membri della banda e li trasformò. Non sono stati accettati da nessuna delle case da quando sono stati trasformati dal Daywalker. SR ha stretto un accordo con Marcus Van Sciver per consegnare Blade a Marcus in cambio dell'accettazione nella House of Cththon. Quando il piano fallì, SR fuggì e riapparve più tardi, quando rintracciò le persone del passato di Blade e iniziò a ucciderle per estrarre Blade. Trovò il padre di Blade e trascinò Blade nella sua casa d'infanzia per un confronto finale, che si concluse quando il padre umano di Blade incenerì SR con la spada di Blade.
- Thorne, interpretato da John DeSantis.
Era il servitore simile a Lurch della puro sangue Charlotte. Thorne portava Charlotte in giro e si prendeva cura di lei per ogni necessità. Catturò anche Chase e la portò a Charlotte, che disse che a Thorne piacevano solo le donne umane e che aveva "una collezione piuttosto impressionante". Dopo che l'aereo di Charlotte fu abbattuto, Thorne e Charlotte finirono in un liceo locale, dove incontrarono Blade. L'unica frase che Thorne ha parlato nella serie è stata "Voglio sentirti urlare" mentre batteva su Blade. La lama incenerì Thorne con due punte d'argento alla testa.
- Il Principe Bianco, interpretato da Scott Heindl.
Era un vampiro canaglia, non affiliato a nessuna casa. Era un serial killer che operava ogni 19 anni. Ha anche cicatrizzato in modo permanente il viso con l'argento. Sembrava avere un lavoro familiare fuori da un night club locale. Hanno rapito alcune ragazze per torturare e uccidere quando Shen e Blade hanno saputo delle sue azioni. Hanno rintracciato il Principe Bianco nel club, dove ha combattuto Blade prima che Blade si strappasse l'intera mascella e lo gettasse fuori alla luce del sole. La cosa strana del Principe Bianco era che, piuttosto che considerarsi un vampiro, si credeva un angelo, arrivando persino a sostenere che Blade fosse stato inviato dal diavolo per mettere alla prova la sua fede (Principe Bianco).

## Produzione
Nel febbraio 2006, Spike TV aveva dato il via libera ad una serie televisiva basata sul supereroe della Marvel Comics, Blade, come prima serie scritta originale della rete. Il dirigente di Spike TV, Pancho Mansfield, ha dichiarato a AllHipHop.com: "Siamo estremamente soddisfatti del pilot di Blade, che offre un'emozionante azione-avventura per la sua base di fan incorporata e un dramma basato sui personaggi pieni di tensioni mozzafiato e suspense. La serie sarà la prima della nostra tariffa scritta mentre ci imbarchiamo nella creazione di un maggior mix di programmazione originale per i nostri spettatori."
Il 7 novembre 2005 è stato annunciato che il rapper Kirk "Sticky Fingaz" Jones aveva firmato per recitare nei panni di Blade, ricoprendo il ruolo reso popolare nei film di Wesley Snipes. Sticky avrebbe continuato a commentare che non era intenzionato a far dimenticare le persone i film di Blade, ma voleva anche dare una svolta al personaggio. "Penso che sia più la mia direzione, ma devo incorporare alcune delle cose che [Snipes] ha fatto," ha detto. "Questo è quello con cui le persone hanno familiarità e non si vuole cambiarlo drasticamente, potresti voler cambiare un po' il condimento, ma vuoi la stessa carne".
Spike TV ordinò la produzione di 11 episodi della durata di un'ora, oltre all'episodio pilota di due ore, prodotto dalla New Line Television. La produzione è iniziata a Vancouver nella primavera del 2006 e lo spettacolo è stato presentato in anteprima il 28 giugno 2006, seguito dagli episodi standard di un'ora il 5 luglio 2006.
David S. Goyer, che ha scritto tutti e tre i film e co-creato la serie televisiva, ha commentato che la natura aperta di una serie TV ha sostenuto il tipo di narrazione che permetterà agli spettatori di approfondire il funzionamento interno del mondo dei vampiri. La serie ha ripreso dopo gli aventi del film, Blade: Trinity, ha introdotto diversi nuovi personaggi, tra cui Jill Wagner nei panni di Krista Starr, Neil Jackson nei panni di Marcus Van Sciver, Jessica Gower nei panni di Chase e Nelson Lee nei panni di Shen.
Goyer in seguito spiegò: "Ciò che la serie è, in un modo strano, è un po' come un film poliziesco con vampiri, perché il personaggio di Jill è una specie di doppio agente che lavora per Blade, all'interno della comunità dei vampiri, e stiamo trattando i vampiri come l'ultima famiglia criminale. Blade si rende conto all'inizio dell'episodio pilota che non sta facendo molti progressi, solo una sorta di hacking e taglio, che ha bisogno di saperne di più sul loro funzionamento interno".

## Da film a serie
La serie TV si svolge dopo gli eventi di Blade: Trinity poiché alcuni episodi dell'ultimo film sono stati menzionati nell'episodio pilota. Alla fine di Trinity, Blade usò la Daystar, un'arma biologica che mira e uccide specificatamente i vampiri; tuttavia, il Daystar non si è diffuso tanto lontano quanto velocemente come originariamente progettato, poiché ci sono ancora molte case di vampiri in funzione (per esempio, Marcus, nel secondo episodio, menziona dodici case vampiriche esistenti a Krista).

## Riferimenti ai fumetti
- Nel pilot vengono menzionati anche i lupi mannari. È un riferimento al fumetto della Marvel Comics Werewolf by night.
- Sempre nel pilot viene menzionato il personaggio di Marc Spector come cacciatore di lupi mannari. Marc Spector è l'alter ego dell'eroe della Marvel Comics Moon Knight, che ha esordito proprio nel fumetto Werewolf by Night.
- Il nome di Marcus Van Sciver è un omaggio al fumettista e amico di Geoff Johns, Ethan Van Sciver[senza fonte].
- Whistler è menzionato più volte nella serie e dei flashback riguardanti il suo personaggio sono stati estrapolati dai tre film. Appare anche quando è in giovane età e prende in custodia Blade.
- Steppin' Razor, Thorne e Damek sono ispirati a nemici esistenti nel fumetto.
- Nel flashback di un episodio vediamo un ragazzo donare al piccolo Blade una copia della serie della Marvel Comics The Avengers. Johns ha sceneggiato alcuni episodi di questa serie.

## Differenze con i film
- Non vengono menzionate le cure per il vampirismo usate sia in Blade sia in Blade: Trinity.
- In un episodio viene mostrato, in un flashback, Whistler incontrare Blade quand'era un bambino. Questo contraddice quanto visto in Blade II, dove Whistler incontra Blade la prima volta quand'è un adolescente.
- Blade dichiara nella serie che è stato lui a procurare la ferita alla gamba di Whistler. Questo contraddice quanto detto da Whistler nel primo Blade, dove dichiarava che furono i vampiri che uccisero la sua famiglia a rompergli la gamba.
- Nel primo episodio si dice che Blade è stato allevato con "sangue fresco per i primi 10 anni di vita" dal padre mentre nel primo film si dice che era un bambino normale mentre la sete è arrivata alla pubertà insieme a tutti i tratti vampirici.
- Blade sembra essere molto più debole rispetto a quanto mostrato nei film.

## Imprecisioni
- La serie è ambientata a Detroit, in Michigan, e l'episodio pilota include importanti imprecisioni di quella città: Detroit è stata creata nel 1701, all'inizio del XVIII secolo, invece della fine del XVIII secolo, come dice Marcus. C'è, tuttavia, la Joe Louis Arena, e una città suburbana chiamata Pontiac.
- Gli effetti dell'argento sono stati contraddittori molte volte durante la serie. L'argento brucia i vampiri a contatto, ma nel film e nella serie, alcuni vampiri si rigenerano da queste ustioni mentre altri hanno cicatrici permanenti.

## Cancellazione
L'episodio pilota fu visto da 2,5 milioni di spettatori e Blade: la serie divenne la serie più vista di sempre della rete Spike TV. Ma il numero degli spettatori scese poco a poco, episodio dopo episodio, causando la cancellazione della serie. È stato anche lo spettacolo n.1 sulla TV via cavo serale per gli uomini 18–34 e 18–49. Tuttavia, questo si è verificato in un anno in cui la maggior parte delle anteprime via cavo erano eccezionali, e la serie non è riuscita a tenere i suoi numeri.
In un'intervista del 28 settembre del 2006, l'attrice Jill Wagner dichiarò che non ci sarebbe stata una seconda stagione. Il giorno seguente la rete televisiva rese ufficiale la cancellazione della serie.
Lo sceneggiatore Geoff Johns dichiarò però che la serie non fu cancellata per bassi ascolti, bensì perché la rete televisiva era giovane e non aveva i soldi necessari per produrre una seconda stagione.

## Premiere di iTunes
- Blade - La serie è stato il secondo programma TV in anteprima su iTunes prima di essere trasmesso dalla televisione mainstream. Conviction spin-off di breve durata di Law & Order è stata la prima.

## Streaming
Solo negli Stati Uniti la serie è disponibile per lo streaming sulla rete gratuita digitale di The CW, CW Seed.